# 慧日寺 (大牟田市)
慧日寺（えにちじ）は福岡県大牟田市岩本に所在する黄檗宗寺院。等級は別格。山号は大慈山。本尊は観世音菩薩で伝承では聖徳太子作。筑後三十三観音霊場第25番札所である。

## 歴史
往古は榮勝寺という浄土宗寺院であったが、宝永5年（1708年）に福厳寺4代目住持で木庵性瑫の法孫にあたる元秀雪峯が柳川藩家老の小野隆幸の支援を得て黄檗宗寺院として再建される。以後、柳川藩家老家小野家の菩提寺となる。また、柳川藩主家立花氏の祈願所ともなる。
現在の本堂は天保10年（1839年）で、改築されたものである。